# Sanremo Tennis Cup 2008
Il Sanremo Tennis Cup 2008 è stato un torneo di tennis facente parte della categoria ATP Challenger Series nell'ambito dell'ATP Challenger Series 2008. Il torneo si è giocato a Sanremo in Italia dal 12 al 18 maggio 2008 su campi in terra rossa e aveva un montepremi di €30 000+H.

## Vincitori

### Singolare
Diego Junqueira ha battuto in finale  Máximo González con il punteggio di 6–2, 6–4

### Doppio
Harel Levy /  Jim Thomas hanno battuto in finale  Matthias Bachinger /  Daniel Brands con il punteggio di 6–4, 6–4